# Jerónimo de la Escosura
Jerónimo de la Escosura y López de Porto. (Oviedo, 19 de diciembre de 1774 - Madrid, 11 de noviembre de 1855). Escritor, Traductor y militar español, padre del escritor Patricio de la Escosura, del ingeniero Luis de la Escosura y Morrogh y del periodista y dramaturgo Narciso de la Escosura.

## Biografía
En 1791 ingresó como cadete en el Regimiento de Infantería de Asturias, combatiendo en el Rosellón en la guerra de 1793. Después fue inspector militar y miembro del Estado Mayor de Carlos IV. En 1805 se casó con Ana Morrogh Wolcott. La invasión francesa de 1808 le sorprendió en Madrid. Colaboró en organizar la resistencia pero pronto fue hecho preso. Se fugó y terminó en Sevilla, hacia donde se dirigió la Junta Suprema Central en su huida de las tropas napoleónicas. Tras la guerra pasó a desempeñar ocupaciones civiles: fue tesorero de Castilla La Vieja y oficial de la Secretaría de Hacienda (1817-1820). Superintendente de la Fábrica de Tabacos de Madrid en 1826, vocal de la Junta de Fomento entre 1830 y 1831 y presidente de la Junta de Estadística creada por el Ministerio de la Gobernación. En 1832 fue clasificado como Intendente de Provincia de primera clase. En 1841, con la Regencia de Espartero, se jubiló. 
Dedicó los últimos años de su vida a su vocación de escritor. Había publicado de joven una Historia de España y hacia 1838 terminaba las Historias de Grecia, Roma y España, que aún antes de acabarse era libro obligado en la enseñanza secundaria. En 1843 fue nombrado académico de número en la Real Academia Española, en 1844 de la de Historia y más tarde en la de San Fernando. Su labor como traductor se centró en obras científicas y técnicas del inglés y del francés, así como algunas dramáticas de Eugène Scribe y novelas de Dumas. Dejó inédito y manuscrito su discurso de ingreso en la Real Academia de la Historia, "Diversos modos antiguos y modernos de escribir la Historia", 1843.

## Obras

### Traducciones
- Thomas Tredgold, Tratado de las máquinas de vapor. Madrid, 1831.
- Marqués de Sade, Diálogo entre un sacerdote y un moribundo . Madrid, 1832.
- Lowry, Conversaciones sobre economía política, Madrid, 1835.

### Libros de texto
- Compendio de la Historia de Grecia, Madrid, 1830.
- Compendio de la Historia de España, Madrid, 1839.
- Compendio de la Historia de Roma, Madrid, 1830.
- Compendio de la Historia de Egipto, Madrid, 1835.